# Ben Franks
Benjamin John Franks, detto Ben (Melbourne, 27 marzo 1984), è un ex rugbista a 15 neozelandese, che giocava nel ruolo di pilone. A livello internazionale vanta 47 presenze con gli All Blacks, con cui si è laureato due volte campione del mondo (nel 2011 e nel 2015).

## Biografia
Cresciuto, come suo fratello Owen, nella provincia rugbistica di Canterbury, esordì nella collegata franchise di Super Rugby dei Crusaders nel 2005; nel 2007 si trasferì nella neonata provincia di Tasman, anch'essa afferente ai Crusaders e nel 2009 prolungò il suo impegno con tale provincia per un ulteriore biennio.
Nel 2010 debuttò negli All Blacks in occasione di un test match a New Plymouth contro l'Irlanda e, in seguito, è rimasto nei convocati della Nazionale, sebbene quasi sempre come subentro; campione del mondo nel 2011 con la Nuova Zelanda, alla fine del Super Rugby 2012 ha lasciato Tasman e la franchise dei Crusaders per legarsi dal 2013 con un contratto triennale alla provincia di Hawke's Bay, che afferisce alla franchise degli Hurricanes.
A gennaio 2015 Franks siglò un accordo triennale con la squadra inglese dei London Irish a partire dalla stagione di Premiership 2015-16, al termine dell'impegno con la federazione neozelandese valido fino alla Coppa del Mondo di rugby 2015, competizione nella quale Franks si è laureato campione del mondo per la seconda volta consecutiva.

## Palmarès
- Coppe del mondo: 2
Nuova Zelanda: 2011, 2015
- Super Rugby: 2
Crusaders: 2006, 2008